# Pedro Infante jr.
Pedro Infante Torrentera (Mexico-Stad, 31 maart 1950 - Los Angeles, 1 april 2009) was een Mexicaans zanger en acteur.
Hij was de zoon van de Mexicaanse zanger en acteur Pedro Infante uit diens verhouding met de danseres Lupita Torrentera. Pedro jr. studeerde architectuur aan de La Salle-universiteit en werkte een tijd als architect, maar koos ook al snel voor een carrière als country-and-westernzanger. Hij speelde ook in diverse films en tv-producties. Hij stierf in april 2009 aan een longontsteking.

## Bron
- Pedro Infante Jr. -- Singer dead at 59, Zimbio, 2 april 2009

- Library of Congress Control Number: no96003675
- Virtual International Authority File: 61134543
- WorldCat: E39PBJpJgM7RwjDHQ7r4X9wV4q